# Schaakgenootschap Max Euwe
Schaakgenootschap Max Euwe (SG Max Euwe) is een schaakvereniging uit Enschede. De club is genoemd naar de Nederlandse grootmeester Max Euwe (1901-1981), die in 1935 als eerste Nederlander het wereldkampioenschap schaken wist te winnen.
SG Max Euwe is aangesloten bij de SBO (Schaakbond Overijssel) en de KNSB (Koninklijke Nederlandse Schaakbond).

## Geschiedenis
SG Max Euwe is opgericht op 21 september 1945. 
Een van de hoogtepunten uit de clubhistorie vormt het behalen van het Nederlands kampioenschap voor jeugdteams tot twintig jaar op 22 april 1995. 
In oktober 2005 vierde de vereniging het 60-jarig jubileum. 
Het beste resultaat uit de clubgeschiedenis werd behaald in het seizoen 2012/13, toen het eerste team beslag wist te leggen op de titel in de Eerste Klasse A. In dat seizoen werden de borden bemenst door onder meer Frank Kroeze, Tim Lammens en Zyon Kollen. Het team dwong promotie af en speelde in het seizoen 2013/14 mee in de Meesterklasse, maar het verblijf bleef beperkt tot één seizoen. Alle wedstrijden gingen verloren.
Sinds zomer 2014 is er een naamswijziging doorgevoerd en sindsdien gaat "Schaakvereniging Dr. Max Euwe" verder onder de naam "SG Max Euwe". Dit heeft te maken met de samenwerking van de Schaakvereniging Dr. Max Euwe met ESGOO.
Anno 2025 speelt de club met twee teams mee in de Tweede Klasse.

## Lijst van clubkampioenen
| Naam kampioen         | Seizoen   | Land van herkomst |
| --------------------- | --------- | ----------------- |
| SV Dr. Max Euwe:      |           |                   |
| Hans van Rijssen      | 1980-1981 | Nederland         |
| H. van de Laar        | 1981-1982 | Nederland         |
| T.Smit                | 1982-1983 | Nederland         |
| A.de Bakker           | 1983-1984 | Nederland         |
| Albert Vasse          | 1984-1985 | Nederland         |
| A.de Bakker           | 1985-1986 | Nederland         |
| Anne Grutter          | 1986-1987 | Nederland         |
| A.de Bakker           | 1987-1988 | Nederland         |
| A.de Bakker           | 1988-1989 | Nederland         |
| Anne Grutter          | 1989-1990 | Nederland         |
| Albert Vasse          | 1990-1991 | Nederland         |
| Albert Vasse          | 1991-1992 | Nederland         |
| Dinant Postma         | 1992-1993 | Nederland         |
| Dinant Postma         | 1993-1994 | Nederland         |
| Albert Vasse          | 1994-1995 | Nederland         |
| Arje Willemze         | 1995-1996 | Nederland         |
| Jochem Snuverink      | 1996-1997 | Nederland         |
| Jochem Snuverink      | 1997-1998 | Nederland         |
| Jochem Snuverink      | 1998-1999 | Nederland         |
| Jochem Snuverink      | 1999-2000 | Nederland         |
| Tim Lammens           | 2000-2001 | Nederland         |
| Tim Lammens           | 2001-2002 | Nederland         |
| Jochem Snuverink      | 2002-2003 | Nederland         |
| Jochem Snuverink      | 2003-2004 | Nederland         |
| Floris van Assendelft | 2004-2005 | Nederland         |
| Tim Lammens           | 2005-2006 | Nederland         |
| Floris van Assendelft | 2006-2007 | Nederland         |
| Tim Lammens           | 2007-2008 | Nederland         |
| Tim Lammens           | 2008-2009 | Nederland         |
| Floris van Assendelft | 2009-2010 | Nederland         |
| Ewoud de Groote       | 2010-2011 | Nederland         |
| Achim Bündgen         | 2011-2012 | Duitsland         |
| Achim Bündgen         | 2012-2013 | Duitsland         |
| Anne Veltman          | 2013-2014 | Nederland         |
| SG Max Euwe:          |           |                   |
| Maarten Vinke         | 2014-2015 | Nederland         |
| Dinant Postma         | 2015-2016 | Nederland         |
| Achim Bündgen         | 2016-2017 | Duitsland         |
| Nico Zwirs            | 2017-2018 | Nederland         |
| Frank Kroeze          | 2018-2019 | Nederland         |
| ---------*            | 2019-2020 |                   |
| Rob Bertholee         | 2021-2022 | Nederland         |
| Rob Bertholee         | 2022-2023 | Nederland         |
| Frank Kroeze          | 2023-2024 | Nederland         |

- = geen clubkampioen i.v.m. het voortijdig onderbreken van de competitie t.g.v. het coronavirus.

## Erelid
- Albert Vasse[3]